# Jonas Reckermann
Jonas Reckermann (Rheine, 26 de maio de 1979) é um jogador de voleibol de praia da Alemanha. Junto com o seu atual parceiro Julius Brink, ele ganhou a medalha de ouro nos Jogos Olímpicos de 2012 em Londres, que foi a melhor participação da história de uma dupla alemã no voleibol de praia nas Olimpíadas. Eles foram os primeiros, e até agora os únicos, europeus a conquistar um título olímpico - tanto na competição masculina quanto na feminina. Além disso eles também foram os primeiros europeus a vencer um campeonato mundial e estão atualmente na 17ª posição no ranking do circuito mundial da FIVB.

## Primeiros Torneios
Reckermann representou o seu país natal nos Jogos Olímpicos de 2004 em Atenas, no qual terminou na nona colocação com o seu parceiro Markus Dieckmann. Ele ganhou duas vezes o campeonato europeu de vôlei de praia, em 2002 e 2004.
Em 2009, ele venceu quatro competições da FIVB (três Grand Slams consecutivos) e o German Masters do circuito europeu de voleibol de praia da CEV com o seu atual parceiro Julius Brink. Incluindo o campeonato mundial da FIVB de 2009, realizado de 26 de junho a 5 de julho em Stavanger, no qual eles venceram Harley/Alison na final e os campeões mundias e medalhistas de ouro nas Olimpíadas de 2008 Rogers/Dalhausser na semifinal.

## Olimpíadas de 2012
Com o seu parceiro Julius Brink, Reckermann venceu o torneio olímpico de voleibol de praia nos jogos de Londres em 2012. Na última partida, eles ganharam da dupla brasileira formada por Alison/Emanuel. Na semifinal, eles derrotaram a equipe neerlandesa constituída por Nummerdor/Schuil. Essa foi a primeira vitória de uma nação européia no vôlei de praia nas Olimpíadas.

## Jogadores parceiros
- Julius Brink
- Markus Dieckmann
- Mischa Urbatzka
- Eric Koreng